# Brookesia brygooi
Brookesia brygooi Raxworthy & Nussbaum, 1995 è un piccolo sauro della famiglia Chamaeleonidae, endemico del Madagascar.

## Biologia
È una specie ovipara.

## Distribuzione e habitat
La specie è diffusa sul versante occidentale del Madagascar.
Il suo habitat tipico è la foresta decidua secca.

## Conservazione
La IUCN Red List classifica B. brygooi come specie a basso rischio (Least Concern).
La specie è inserita nella Appendice II della Convention on International Trade of Endangered Species (CITES).
È presente all'interno delle seguenti aree naturali protette del Madagascar: Parco nazionale Tsingy di Bemaraha, Parco nazionale dell'Isalo, Parco nazionale di Zombitse-Vohibasia e Parco nazionale di Ankarafantsika.